# Kanuland Schweiz

Kanurouten, Stand 2006

Das Kanuland Schweiz ist ein Netz von Routen für Kanuten und Kajaker auf Schweizer Seen und Flüssen, welches Teil des Netzwerks SchweizMobil ist. Es ist das jüngste Teilprojekt und befindet sich noch im Aufbau. Die Beschilderung aller Routen ist einheitlich, auf blauen Wegweisern ist neben der Nummer ein Kanute abgebildet.
Unerfahrene Kanuten können sich auf allen Routen geführten Touren anschliessen, deren Anbieter sicherheitszertifiziert sind.

## Nationale Route
Es gibt bisher eine mehretappige, nationale Route, erkennbar an der einstelligen Nummer:
1. Aare Kanu: Biel–Büren an der Aare–Solothurn–Aarwangen–Olten–Aarau–Brugg–Koblenz (120 km)

## Regionale Routen
Daneben gibt es acht regionale Routen mit zweistelligen Nummern, die sich für Tagesausflüge eignen und aus 1 bis 3 Teil-Etappen bestehen. Sie befinden sich auf den Flüssen Ticino, Thur, Aare zwischen Thun und Bern, Rhein zwischen Stein am Rhein und Schaffhausen, Reuss zwischen Bremgarten und Gebenstorf sowie auf dem Bieler- und dem Bodensee. Im Frühling 2010 wurde die bisher neuste Route auf dem Vierwaldstättersee ins Verzeichnis der regionalen Routen aufgenommen.
Weitere, teils über das Netzwerk buchbare Routen betreffen das Rafting auf Wildwasser-Abschnitten der Flüsse Inn, Vorderrhein, Simme, Reuss, Rotten und Doubs.